# 1925 az irodalomban
Az 1925. év az irodalomban.

## Megjelent új művek

### Próza
- Sherwood Anderson regénye: Dark Laughter (Sötét nevetés)
- Willa Cather: The Professor's House (A professzor háza)
- Blaise Cendrars: L'Or (Az arany), az addig csak versekkel jelentkezett szerző első regénye
- John Dos Passos: Manhattan Transfer (magyar címe: Nagyváros, illetve  New York regénye)
- Theodore Dreiser: Amerikai tragédia (An American Tragedy)
- F. Scott Fitzgerald regénye: A nagy Gatsby
- Lion Feuchtwanger regénye: Jud Süß
- André Gide regénye: A pénzhamisítók (Les Faux-monnayeurs)
- Ernest Hemingway: In Our Time (A mi időnkben), novelláskötet
- Franz Kafka: A per (Der Process)
- Vlagyimir Korolenko: Isztorija mojevo szovremennyika (Kortársam története), „önéletrajzi elemekkel átszőtt korrajz” az 1860-as, 1880-as évekről[1]
- Sinclair Lewis regénye: Arrowsmith
- François Mauriac: Le Désert de l'amour (A szerelem sivataga)
- Theodore Francis Powys (T. F. Powys) brit író regénye: Mr. Tasker's Gods (Mr. Tasker istene)
- Marcel Proust: Albertine disparue [La Fugitive] (Albertine nincs többé [A szökevény]). Az eltűnt idő nyomában (1913–1927) hatodik kötete
- Upton Sinclair irodalomtörténete: Mammonart
- Gertrude Stein amerikai írónő családregénye: The Making of Americans (Az amerikaiak nevelése)
- Virginia Woolf regénye: Mrs. Dalloway

### Költészet
- Rafael Alberti spanyol költő, író versei: Marinero en tierra (Tengerész a szárazföldön)
- Guillaume Apollinaire posztumusz verseskötete: Il y a
- Paul Claudel újabb versei: Feuilles de saints (Szentképek)
- Paul Valéry: L'Áme et la danse (Lélek és tánc), aforizmák

### Dráma
- Romain Rolland: Le Jeu de l'amour et de la mort (Szerelem és halál játéka)
- Eugene O’Neill: The Fountain, bemutató decemberben

### Magyar irodalom
- Babits Mihály 1921–1924 között írt verseinek gyűjteménye: Sziget és tenger
- József Attila második verseskötete: Nem én kiáltok (Szeged)
- Kosztolányi Dezső regénye: Aranysárkány
- Krúdy Gyula: Az utolsó gavallér
- Móricz Zsigmond regénye: Pillangó

## Születések
- január 7. – Gerald Durrell brit zoológus, író († 1995)
- január  11. – William Styron amerikai regény- és esszéíró († 2006)
- január 14. – Misima Jukio, az egyik legjelentősebb 20. századi japán író († 1970)
- március 12. – Harry Harrison amerikai sci-fi-szerző († 2012)
- április 9. – Kerényi Grácia költőnő, magyar-lengyel műfordító, esszéíró; a lengyel irodalom kutatója († 1985)
- május 10. – Kardos G. György magyar író, dramaturg († 1997)
- május 25.– Rosario Castellanos mexikói írónő, költő († 1974)
- július 17. – Nagy László magyar költő, műfordító, a 20. századi magyar költészet kiemelkedő alkotója († 1978)
- augusztus 18. – Brian W. Aldiss brit író, sci-fi író († 2017)
- augusztus 22. – Grigássy Éva költő, műfordító, újságíró († 2002)[2]
- augusztus 23. – Tarnai Andor  irodalomtörténész, egyetemi tanár  († 1994)
- augusztus 28. – Arkagyij Sztrugackij orosz, szovjet tudományos-fantasztikus író († 1991)
- október 3. – Gore Vidal amerikai író, forgatókönyvíró, politikus († 2012)

## Halálozások
- február 5. – Antti Amatus Aarne finn mesekutató (* 1867)
- május 14. – H. Rider Haggard angol regényíró (* 1856)
- november 21. – Stefan Żeromski lengyel író, publicista, drámaíró, a lengyel PEN Club alapítója és első elnöke (* 1864)
- december 5. – Władysław Reymont irodalmi Nobel-díjas (1924) lengyel író, a Parasztok című regény szerzője (* 1867)
- december 28. – Szergej Jeszenyin orosz lírai költő (* 1895)